# Venialbo
Venialbo es un municipio y localidad española de la provincia Zamora, en la comunidad autónoma de Castilla y León.
Existe divergencia de opiniones a la hora de situar a este municipio como parte de la Tierra del Vino o como pueblo del Alfoz de Toro.

## Etimología
Venialbo podría derivar de un híbrido formado por el árabe «beni 'hijos'» y del romance «Albo», antropónimo con el significado de 'blanco'.

## Historia
La primera mención documental que se conoce de Venialbo es del 14 de abril de 1126, cuando Alfonso VII de León donó al monasterio de Santo Tomé de Zamora las villas de Venialbo y Congosto. Varios meses más tarde, el abad de Santo Tomé, Pedro, otorgó el  otorgaba fuero de población al concejo de Venialbo. En 1220 se renovó el fuero anterior, al haber cambiado de titularidad el pueblo en beneficio del cabildo de la catedral de Zamora. De nuevo en 1128 Alfonso VII hizo donación de la heredad exenta de Santa María de Venialbo a Santo Tomé.
En 1219 Venialbo fue objeto de un litigio entre el obispo de Zamora y el concejo de Toro a causa de sus términos. Al año siguiente, este obispo, Martín II, donó una tierra junto a un palacio suyo y la carta de población a los futuros pobladores de Venialbo, lo que prueba el interés del obispado zamorano por incrementar la población de la villa y de paso por afianzar sus derechos ante el concejo toresano. Las tensiones entre el concejo de Toro y el cabildo de Zamora por el término y monte de Venialbo continuó durante el siglo XIII, documentándose por ejemplo en 1258 un nuevo convenio entre las partes o en 1265 se datan dos ejecutorias de Clemente IV para que el prelado de Astorga ejecute la sentencia de excomunión dictada por el obispo zamorano contra varios vecinos de Toro que habían arrasado los bienes episcopales en Venialbo y Villamor.Tradicionalmente fue un pueblo de señorío, dependiente del Obispado de Zamora en lo eclesiástico y del Reino de León en lo civil.
En 1833, al crearse las actuales provincias, Venialbo fue encuadrado en la provincia de Zamora, dentro de la Región Leonesa, si bien esta última carecía de cualquier tipo de competencia u órgano común a las provincias que agrupaba, teniendo un mero carácter clasificatorio, sin pretensiones de operatividad administrativa. Tras la constitución de 1978, y la diversa normativa que la desarrolla, Venialbo pasó a formar parte en 1983 de la comunidad autónoma de Castilla y León, en tanto municipio adscrito a la provincia de Zamora.

## Monumentos
La iglesia parroquial tiene orígenes y vestigios románicos aunque principalmente es del siglo XV.
Su interior es especialmente interesante, destacando el retablo mayor documentado a nombre de Lorenzo de Ávila.

## Geografía humana

### Demografía
Cuenta con una población de 431 habitantes (INE 2024).
| Gráfica de evolución demográfica de Venialbo entre 1842 y 2021                                                                                                |
| |
| Población de derecho según los censos de población del INE Población de hecho según los censos de población del INEEn este censo se denominaba Benialvo: 1842 |

### Transportes
Atraviesa el municipio la carretera provincial ZA-610 que lo une en dirección sureste con La Bóveda de Toro y en dirección noroeste con Sanzoles, Moraleja del Vino y Zamora, la capital de la provincia, situada a unos 26 km. Esta carretera permite enlazar además en el entorno de la capital con la carretera nacional N-630 que une Gijón con Sevilla así como a la autovía Ruta de la Plata, de igual recorrido que la anterior y que constituye el principal eje de transportes del oeste del país. 
Es además importante la carretera provincial ZA-611 que une con El Cubo de Tierra del Vino en dirección suroeste dónde existe otro enlace a la citada autovía además de permitir en dirección noreste una rápida comunicación con Toro, importante núcleo de servicios.  
En cuanto al transporte público se refiere, tras el cierre del Ferrocarril Ruta de la Plata, que pasaba por el cercano municipio de Morales del Vino y tenía parada en el mismo, no existen servicios de tren en el municipio ni en los vecinos, ni tampoco línea regular con servicio de autobús, siendo las estaciones más cercanas las de Toro. Por otro lado el aeropuerto de Salamanca es el más cercano, estando a unos 70 km de distancia.

### Economía
Antiguamente fue un importante núcleo alfarero, actividad extinguida en 1980 con el fallecimiento del último alfarero de la localidad.

## Símbolos
El pleno del ayuntamiento de Venialbo, en sesión celebrada el 24 de enero de 2003, acordó aprobar el escudo heráldico y la bandera municipal, con la siguiente descripción:
- Escudo heráldico: escudo partido. Puente de piedra sobre agua de plata. Cepa con racimo de uva de oro. Flor de Lys. Torre medieval y estrella de la Vera Cruz.
- Bandera municipal: bandera rectangular formada por tres franjas oblicuas, roja la superior, azul la central y oro la inferior.
- El 'Himno a Venialbo. Habanera' data del año 2017, siendo Emma de Dios Álvarez la autora tanto de la música como de la letra. Pincha en este enlace para ver el vídeo.

## Administración
| Periodo   | Nombre                      | Partido |
| --------- | --------------------------- | ------- |
| 1979-1983 | Félix Hernando Domínguez    | UCD     |
| 1983-1987 | Ramón Ramos                 | AP      |
| 1987-1991 | Ramón Ramos                 | AP      |
| 1991-1995 | Raimundo Hernández González | UPL     |
| 1995-1999 | Héctor Rodríguez            | CDS     |
| 1999-2003 | Cesáreo Sánchez Moreta      | PSOE    |
| 2003-2007 | Raimundo Hernández González | UPL     |
| 2007-2011 | Jesús Vara Colino           | PP      |
| 2011-2015 | Jesús Vara Colino           | PP      |
| 2015-2019 | Jesús Vara Colino           | PP      |
| 2019-2023 | Jesús Vara Colino           | PP      |

## Fiestas y tradiciones
El pueblo se caracteriza por sus ancestrales tradiciones, como acudir los recién casados tras su boda a la fuente del Macho, la puesta del Mayo, los encierros camperos, la Semana Santa o el baile del Floreo en la fiesta del Niño Jesús cada 27 de diciembre.

## Imágenes de Venialbo
|                    |
| Iglesia parroquial |

|                      |
| Modillones románicos |

|                                                         |
| Ventanal de la iglesia y bordura de bolas en la cornisa |

|                                      |
| Puerta norte. Románico de transición |

|                       |
| Ermita de la Veracruz |

|                  |
| Fuente Los Caños |

|                       |
| Barrio de las bodegas |